# كارين شيلتون
كارين شيلتون (بالإنجليزية: Karen Shelton)‏ هي لاعب هوكي الحقل أمريكية، ولدت في 14 نوفمبر 1957 في هونولولو في الولايات المتحدة.

## وصلات خارجية
- كارين شيلتون على موقع أوليمبيديا (الإنجليزية)
- كارين شيلتون على موقع قاعة كارولاينا الشمالية للمشاهير الرياضية (الإنجليزية)